# Holmestrand Station (1881-2016)
 Ikke at forveksle med Holmestrand Station.
Holmestrand Station (Holmestrand stasjon) var en jernbanestation på Vestfoldbanen, der lå i byen Holmestrand i Holmestrand kommune i Norge. Stationen lå 4,8 meter over havet, 86,09 km fra Oslo S. Stationen blev åbnet 7. december 1881 sammen med banen, der i øvrigt blev anlagt henover en gammel kirkegård.
I august 2010 påbegyndtes arbejdet med den 14,3 km lange jernbanetunnel Holmestrandsporten til brug for Vestfoldbanen mellem Holm og Nykirke. Som en del af tunnelen anlagdes en ny underjordisk Holmestrand Station. Den gamle station blev nedlagt 29. oktober 2016 i forbindelse med forberedelserne til den nye station, der åbnede 28. november. Stationsbygningen, der var opført efter tegninger af Balthazar Lange, var i forvejen blevet revet ned i april 2016 og erstattet af midlertidige barakker.